# Chiesa di Santa Chiara (Messina)
La chiesa di Santa Chiara e l'aggregato monastero dell'Ordine francescano sotto il titolo di «Santa Maria degli Angioli» costituivano un unico complesso religioso e polo monumentale della città di Messina.

## Storia

### Origini - XIII secolo
La chiesa e monastero dell'Ordine francescano sotto il titolo di «Santa Maria degli Angioli», sebbenero sorti durante il regno di Federico II di Sicilia imperatore, il primo atto documentale attestante la loro esistenza risale al 1253.
Con la canonizzazione di Santa Chiara nel 1255, pontefice Papa Alessandro IV, regnante Corrado I di Sicilia, il tempio fu dedicato alla fondatrice del secondo Ordine francescano, il monastero fu riconosciuto canonicamente attraverso la bolla pontificia di Papa Clemente V.

### Epoca dal XIV al XIX secolo
Istituzione esente dall'ordinaria giurisdizione su richiesta di re Federico III di Sicilia nel 1311.
Nella seconda metà del Trecento, la fazione latina capeggiata da Manfredi Chiaramonte nella capitale Palermo, osteggiando con qualsivoglia comportamento aveva "confinato" nelle capitali minori del Regno, Messina e Catania, gli esponenti della Famiglia reale siciliana sostenuti dalla fazione catalana. Pertanto la città di Messina rivestì un importante ruolo istituzionale essendo la sede, pur di comodo e "temporanea", delle massime gerarchie politiche.
Eletta a Cappella Reale, la chiesa fu destinataria di concessioni e privilegi, le attestazioni relative andarono perdute durante un incendio che distrusse l'archivio, come riferisce Placido Samperi. Il tempio era collegato tramite via coperta all'adiacente Palazzo Reale.

### Epoca contemporanea
Il luogo di culto gravemente danneggiato durante il terremoto di Messina del 1908 e successivamente sottoposto a demolizione. Itinerario e opere pittoriche documentate nella Guida per la Sicilia di Giovanna Power.

## Opere
Struttura opera dell'architetto Giovanni Carrara.
- XVI secolo, Santa Maria degli Angioli, dipinto, opera di Antonio Catalano l'Antico o il Vecchio.[1][4][5]
- XVII secolo, Santa Chiara, dipinto, opera di Giovanni Quagliata.[5]
- XVII secolo, San Francesco d'Assisi, dipinto, opera di Giovanni Fulco.[1][4][5]
- XVII secolo, Cristo Crocifisso con le Pie Donne, dipinto, opera di Agostino Scilla.[1][4][5]
- XVII secolo, Immacolata Concezione, dipinto, opera di Agostino Scilla.[1][4]
- ?, Santa Maria di Portosalvo.[5]

## Cripta
Ambiente preposto alle sepolture dei reali, con particolare riguardo alle religiose, componenti femminili delle varie famiglie reali obbligate al pronunciamento dei voti o trascorrere deliberatamente in clausura la vedovanza.

## Monastero
Presso questo monastero vestirono l'abito monacale dell'Ordine:
- Costanza II di Sicilia vedova e moglie di Pietro III di Aragona, in seguito dichiarata beata;[5]
- Isabella e Violante d'Aragona, figlie di Pietro III di Aragona;[4]
- Caterina d'Aragona figlia di Federico III di Sicilia e sorella di Pietro II di Sicilia;[5]
- Eufemia d'Aragona figlia di Pietro II di Sicilia, sorella di Ludovico di Sicilia e Federico IV di Sicilia, Vicaria del Regno di Sicilia;[5]
- Costanza d'Aragona sorella di Federico III di Sicilia;[5]
- Margherita d'Aragona figlia di Federico III di Sicilia.[5]

Durante l'assedio alla Real Cittadella le religiose si rifugiarono presso il monastero di Santa Maria di Basicò.

## Monastero di Sant'Elia
- Adiacente chiesa e monastero di Sant'Elia.[5]

## Luoghi di culto limitrofi

### Chiesa di Sant'Omobono dei Sartori
Chiesa di San Demetrio o di Sant'Omobono dei Sartori. Il luogo di culto della Congregazione di Sant'Omobono dei Sartori fu gravemente danneggiato durante il terremoto di Messina del 1908 e successivamente sottoposto a demolizione. Itinerario e opere pittoriche documentate nella Guida per la Sicilia di Giovanna Power.
- XVII secolo, Sant'Omobono, dipinto, opera di Alonso Rodriguez.[1][4][7]
- XVII secolo, Vergine con Sant'Alberto, dipinto, opera di Agostino Scilla.[1][4][7]

### Chiesa di Sant'Elena e Costantino
Le maestranze degli Orefici e Argentieri già insediate nella chiesa di San Pietro e Paolo dei Pisani e successivamente nella chiesa di Santa Maria la Carità ottennero il tempio di Sant'Elena e Costantino nel 1555 ubicato dietro il monastero di Sant'Elia in contrada del Paraporto.
Il luogo di culto gravemente danneggiato durante il terremoto di Messina del 1908 e successivamente sottoposto a demolizione. Itinerario e opere pittoriche documentate nella Guida per la Sicilia di Giovanna Power. Oggi la chiesa e parrocchia di Sant'Elena sorge nel rione Regina Elena.
- XVII secolo, Strage degli Innocenti, dipinto, opera di Alonso Rodriguez[4][9] in seguito documentata al Museo regionale di Messina.
- XVII secolo, Vergine con San Niccolò, dipinto, opera di Giovanni Simone Comandè.[1][4][7]
- XVII secolo, Vergine con angeli, dipinto, opera di Giovanni Simone Comandè.[9]
- XVII secolo, Vergine con i Santi Pietro e Paolo, dipinto, opera di Nunzio Russo napoletano.[7][8][9][10]
- XVII secolo, Ciclo, affreschi raffiguranti l'Invenzione della Croce della tribuna, opera di Litterio Paladino.[7][8][10]
- XVI secolo, Invenzione della Croce, dipinto, opera documentata in sacrestia di Antonio Catalano l'Antico o il Vecchio.[9]